# Archimede le clochard
Archimede le clochard (Archimède le clochard) è un film del 1959 diretto da Gilles Grangier e interpretato da Jean Gabin, anche autore del soggetto.
È stato mostrato in concorso alla 9ª edizione del Festival internazionale del cinema di Berlino, dove l'attore francese si è aggiudicato l'Orso d'argento.

## Trama
Archimède è un clochard erudito e sofisticato che bazzica le vecchie osterie di Parigi e trascorre l'estate in un cantiere. Si rifiuta di dormire sotto i ponti e, per evitare il freddo invernale, decide di farsi arrestare e mettere in una cella. Dopo alcuni tentativi falliti saccheggia il suo bar preferito, ma viene incarcerato per una sola settimana. Nel frattempo, il bistrò ha cambiato proprietario e il nuovo capo, il signor Pinchon, non si rivela "docile" come il vecchio Grégoire, pertanto si rende necessario trovare un'altra soluzione. Un "collega" di Archimède ha avuto un infortunio che gli impedisce di continuare il suo lavoro, quello di restituire (dietro lauto compenso) dei cani di lusso ai legittimi proprietari, dopo averli fatti sparire. Achimède generosamente si presta a sostituirlo e, con la sua abilità nella conversazione, riesce a inserirsi nell'alta società, ma rimane il problema del riposo notturno: per tornare nel carcere dove dorme tranquillo, tenta allora di farsi condannare per vilipendio alle forze armate, ma il suo gesto viene interpretato come un'espressione di entusiasmo. Disperato e deluso, il clochard decide di lasciare Parigi e di andare a svernare in Costa Azzurra.

## Produzione
Verso la fine degli anni cinquanta, dopo una serie di film girati con Jean Gabin, il regista Gilles Grangier e lo sceneggiatore Michel Audiard si chiesero quale ruolo avrebbe potuto ancora interpretare il "maturo" attore francese. «Aveva fatto praticamente tutti i mestieri», ha dichiarato in seguito Grangier, «dal ferroviere al medico, dall'avvocato al gangster, dal banchiere al legionario. Era stato persino Ponzio Pilato... Abbiamo cenato una sera in Avenue Matignon, sulla terrazza del nostro caro Elysées Club, quando improvvisamente Gabin ha notato uno strano tipo, un senzatetto dall'aria dignitosa che camminava con un gruppo di sei o sette cani al guinzaglio, e ce lo ha fatto notare: "Guardate il clodo, che bella composizione...". Nessuna reazione da parte nostra... È stato solo alla fine della serata che Gabin, che ci aveva ascoltati senza pronunciare una parola, ha detto: "Voglio interpretare un vagabondo. Ma non solo un vagabondo, un vagabondo filosofo, come Diogene..." E in pochi minuti ci racconta a grandi linee un soggetto che aveva inventato... Così, nei titoli di testa abbiamo scrupolosamente menzionato: "Secondo un'idea originale di Jean Moncorgé"».

## Colonna sonora
La colonna sonora, realizzata dal compositore Jean Prodromidès, è stata pubblicata in Francia nel 1995 nella collana Collection Playtime, insieme alle musiche di altri film interpretati da Jean Gabin, tra cui Grisbì, Maigret e il caso Saint-Fiacre e Il barone.

### Tracce
1. Thème D'Archimède – 1:37
2. Quais De La Seine – 2:19
3. Retour à L'Abris – 2:16
4. Générique (La Mouffe) – 2:15
5. Polka Des Hommes-Sandwiches – 2:26
6. Charleston D'Archimède – 2:50

## Distribuzione
Il film è stato distribuito nelle sale francesi a partire dall'8 aprile 1959 e nel mese di giugno è stato proiettato al Festival di Berlino.

### Date di uscita
- Francia (Archimède le clochard) – 8 aprile 1959
- Germania Ovest (Im Kittchen ist kein Zimmer frei) – 21 agosto 1959
- Svezia (Luffarkavaljeren) – 28 agosto 1959
- Danimarca (Her går det godt) – 26 dicembre 1959
- Finlandia (Vapaa elämä) – 2 settembre 1960
- Stati Uniti d'America (The Magnificent Tramp) – 24 aprile 1962
- Spagna (Arquímedes, el vagabundo) – 1º ottobre 1962
- Australia (Archimède the Tramp) – 9 novembre 1962

## Accoglienza

### Critica
(Leo Pestelli, La Stampa, 5 settembre 1959)